# Acerentulus ladeiroi
Acerentulus ladeiroi är en urinsektsart som beskrevs av Da Cunha 1950. Acerentulus ladeiroi ingår i släktet Acerentulus och familjen lönntrevfotingar. Inga underarter finns listade i Catalogue of Life.